# Viaje de novios a la italiana
Viaje de novios a la italiana (título original en italiano: Viaggio di nozze all'italiana)  es una coproduccíón italo-española de comedia estrenada en 1966, dirigida por Mario Amendola y protagonizada en los papeles principales por Concha Velasco y Tony Russel.

## Sinopsis
Unos recién casados obtienen como premio en un concurso un viaje a la costa italiana. Allí coincidirán con otra pareja, cuya intención es dar un golpe en el casino. Durante los días de estancia, unos se verán involucrados en la vida de los otros.

## Reparto
- Tony Russel como Barón Frescobaldi.
- Concha Velasco como Rosetta de Curtis.
- Ferruccio Amendola como	Pasquale.
- Elio Crovetto como	Elio Crovetto Funzionario al Casinò.
- Ana María Custodio como	Ana María Custodio.
- Luigi De Filippo como Camilluccio.
- Alberto Farnese como Portero del hotel.
- Litz Kibiska como	La Bionda.
- Anna Maestri como Pallina.
- Cesare Martignon
- Renzo Montagnani como Nicola.
- Antonio Ozores como Salvatore Catella.
- George Rigaud como	Barón Luigi.
- Carlo Rizzo Director del hotel.
- Rosita Rizzo como Doña Carmela.
- Marisa Solinas como Gina.
- Anita Todesco como	Anita Todesco.
- Toni Ucci como Pallino.